# Hami Mandıralı
Hami Mandıralı (né le 20 juillet 1968 à Arsin en Turquie), est un footballeur international turc, qui jouait au poste d'attaquant. Il est depuis 2008 entraîneur. 
Il naît dans un petit village qui est près d'Arsin dans la province de Trabzon, et commence sa carrière dans le grand club de sa région natale, Trabzonspor (club dont il est le meilleur buteur de l'histoire avec 256 buts).

## Biographie

### En club
Hami Mandıralı évolue en Turquie et en Allemagne. Il joue pendant 17 saisons avec le club de Trabzonspor.
Il dispute un total de 497 matchs en première division, inscrivant 218 buts. Il réalise sa meilleure performance lors de la saison 1988-1989, où il marque 22 buts dans le championnat turc.
En Bundesliga, il est l'auteur en mai 1999 d'un doublé contre l'équipe du TSV 1860 Munich, lors de la dernière journée de championnat.
Au sein des compétitions européennes, il joue 24 matchs en Coupe UEFA, inscrivant cinq buts, et 10 matchs en Coupe des coupes, marquant trois buts. En 1991, il inscrit deux doublés en Coupe UEFA contre le club français de l'Olympique lyonnais.

### En équipe nationale
Hami Mandıralı reçoit 48 sélections en équipe de Turquie entre 1987 et 1999, inscrivant huit buts. Toutefois, la FIFA reconnaît seulement 45 sélections et sept buts.
Il fait ses débuts en équipe nationale le 11 novembre 1987, contre l'Irlande du Nord. Ce match perdu 1-0 à Belfast rentre dans le cadre des éliminatoires de l'Euro 1988. Il est pour la première fois titulaire le 17 octobre 1990, contre l'Irlande. Cette rencontre perdue sur le lourd score de 5-0 à Dublin rentre dans le cadre des éliminatoires de l'Euro 1992. Il inscrit son premier but en équipe nationale le 15 juillet 1991, lors d'un match amical face aux îles Féroé (score : 1-1 à Torshavn).
Le 25 mars 1992, il est l'auteur d'un doublé lors d'un match amical face au Luxembourg. Il marque ensuite lors de cette même année un but face au Danemark, un but face à la Bulgarie, et un but contre Saint-Marin.
Il marque son avant dernier but le 30 août 1995, contre la Macédoine (victoire 2-1 à Istanbul). En juin 1996, il participe à la phase finale de l'Euro 96 organisé en Angleterre. Lors de cette compétition, il joue deux matchs, contre la Croatie et le Danemark, avec pour résultats deux défaites.
Il inscrit sa dernière réalisation 10 septembre 1997, une nouvelle fois contre les joueurs saint-marinais (victoire 0-5 à Serravalle). Il reçoit sa dernière sélection le 27 mars 1999, contre la Moldavie, à l'occasion des éliminatoires de l'Euro 2000 (victoire 2-0 à Istanbul).